# Бланш (фильм)
«Бланш» (фр. Blanche) — французский художественный фильм 1971 года, снятый режиссёром Валерианом Боровчиком.
Экранизация пьесы Юлиуша Словацкого «Мазепа».

## Сюжет
Действие фильма происходит в XIII веке. В старинный замок на бал приезжает король со своим пажом Бартоломео и свитой, и барон гостеприимно принимает его. Старый барон, владелец замка женат на молодой красавице Бланш, в которую тайно влюблен его взрослый сын от первого брака Николя. Но не только он, король и его паж тоже не исключение.

## В ролях
- Мишель Симон — барон, владелец замка
- Лигия Бранис — Бланш, жена обладателя замка
- Жорж Вильсон — король
- Жак Перрен — Бартоломео, паж
- Лоренс Тримбл — Николя, сын владельца замка
- Дениз Перонн – мадам Даркур
- Мишель Делаэ – Ле Муан

## Награды
- Фильм - лауреат Гран-при международного евангелического жюри на 22-м Берлинском международном кинофестивале 1972 года.